# Като, Хисаси
Хисаси Като (яп. 加藤 久 Като Хисаси, род. 24 апреля 1956, Рифу) — японский футболист и тренер. Выступал за национальную сборную.

## Клубная карьера
На протяжении своей футбольной карьеры выступал за клубы «Верди Кавасаки» и «Симидзу С-Палс». После, годового перерыва после окончания университета Васэда, Като стал игроком «Верди Кавасаки» в 1980 году. В составе клуба пять раз становился чемпионом страны, дважды — обладателем Кубка Лиги и трижды — Кубка Императора. Это была золотая эра в истории клуба. В 1992 году Японская футбольная лига была расформирована и образована новая Джей-лига. В этом сезоне команда Като выиграла Кубок лиги в третий раз. И несмотря на то, что он провел матч открытия в новой лиге в 1993 году, после этого выступления в основном составе стали для него редкостью. В итоге, в середине сезона он принял решение сменить клуб и перешел в «Симидзу С-Палс». Но уже через год вернулся обратно. В 1994 году «Верди Кавасаки» стал чемпионом, а Като завершил игровую карьеру в возрасте 38 лет. Всего он провел 243 матча и забил 11 голов в чемпионате. Девять раз он был включен в символическую сборную лиги.

## Карьера в сборной
С 1978 по 1987 год сыграл за национальную сборную Японии 61 матч, в которых забил 6 голов. Его дебют состоялся 19 ноября 1978 года, когда Като был студентом Университета Васэда, в матче против Советского Союза. Като выступал на Азиатских играх 1978, 1982 и 1986 годов. С 1984 года он был капитаном национальной команды и играл в матчах квалификации на летние Олимпийские игры 1984 и 1988 годов, отборочных матчах к чемпионату мира 1986 года. В 1987 году, когда Япония потеряла шансы выступить на Олимпиаде-88, Като принял решение завершить выступления за сборную.

## Тренерская карьера
После окончания игровой карьеры, Като стал главным тренером «Верди Кавасаки» в 1997 году. Но к середине чемпионата команда закончила на предпоследней строчке и в июле он подал в отставку. В 2000 году он подписал контракт с клубом второго дивизиона Джей-лиги «Сёнан Бельмаре». Однако клуб занял 8-е место и Като был уволен по окончании сезона. В 2007 году он стал главным директором «Киото Санга», также выступавшем во втором дивизионе. Позже, в октябре, Като уволил главного тренера Наохико Минобэ, и занял его место. В конце сезона клуб занял третье место и через стыковые матчи пробился в высший дивизион страны. Команде удалось там закрепиться, но ненадолго — в июле 2010 года Като был уволен, а в конце сезона клуб вылетел во второй дивизион.

## Статистика

### В клубе
| Выступления за клуб | Выступления за клуб | Выступления за клуб          | Лига  | Лига | Кубок            | Кубок            | Кубок лиги | Кубок лиги | Итого | Итого |
| Сезон               | Клуб                | Лига                         | Матчи | Голы | Матчи            | Голы             | Матчи      | Голы       | Матчи | Голы  |
| Япония              | Япония              | Япония                       | Лига  | Лига | Кубок Императора | Кубок Императора | Кубок лиги | Кубок лиги | Итого | Итого |
| ------------------- | ------------------- | ---------------------------- | ----- | ---- | ---------------- | ---------------- | ---------- | ---------- | ----- | ----- |
| 1980                | Верди Кавасаки      | Чемпионат Японии. Дивизион 1 | 14    | 0    | 3                | 1                | 2          | 0          | 19    | 1     |
| 1981                | Верди Кавасаки      | Чемпионат Японии. Дивизион 1 | 18    | 3    | 5                | 1                | 1          | 0          | 24    | 4     |
| 1982                | Верди Кавасаки      | Чемпионат Японии. Дивизион 1 | 18    | 0    | 3                | 0                | 0          | 0          | 21    | 0     |
| 1983                | Верди Кавасаки      | Чемпионат Японии. Дивизион 1 | 18    | 0    | 3                | 0                | 3          | 1          | 24    | 1     |
| 1984                | Верди Кавасаки      | Чемпионат Японии. Дивизион 1 | 16    | 0    | 5                | 1                | 0          | 0          | 21    | 1     |
| 1985/86             | Верди Кавасаки      | Чемпионат Японии. Дивизион 1 | 16    | 2    | 2                | 0                | 4          | 1          | 22    | 3     |
| 1986/87             | Верди Кавасаки      | Чемпионат Японии. Дивизион 1 | 22    | 1    | 5                | 0                | 0          | 0          | 27    | 1     |
| 1987/88             | Верди Кавасаки      | Чемпионат Японии. Дивизион 1 | 22    | 2    | 5                | 0                | 1          | 0          | 28    | 2     |
| 1988/89             | Верди Кавасаки      | Чемпионат Японии. Дивизион 1 | 20    | 0    | 3                | 1                | 3          | 1          | 26    | 2     |
| 1989/90             | Верди Кавасаки      | Чемпионат Японии. Дивизион 1 | 10    | 0    | 1                | 0                | 1          | 0          | 12    | 0     |
| 1990/91             | Верди Кавасаки      | Чемпионат Японии. Дивизион 1 | 21    | 3    | 2                | 0                | 2          | 0          | 25    | 3     |
| 1991/92             | Верди Кавасаки      | Чемпионат Японии. Дивизион 1 | 20    | 0    | 5                | 0                | 0          | 0          | 25    | 0     |
| 1992                | Верди Кавасаки      | Джей-лига                    | -     | -    | 5                | 0                | 9          | 1          | 14    | 1     |
| 1993                | Верди Кавасаки      | Джей-лига                    | 1     | 0    | 0                | 0                | 1          | 0          | 2     | 0     |
| 1993                | Симидзу С-Палс      | Джей-лига                    | 14    | 0    | 3                | 0                | 0          | 0          | 17    | 0     |
| 1994                | Симидзу С-Палс      | Джей-лига                    | 6     | 0    | 0                | 0                | 0          | 0          | 6     | 0     |
| 1994                | Верди Кавасаки      | Джей-лига                    | 7     | 0    | 0                | 0                | 0          | 0          | 7     | 0     |
| Итого               | Итого               | Итого                        | 243   | 11   | 50               | 4                | 27         | 4          | 320   | 19    |

### В сборной
| Сборная Японии | Сборная Японии | Сборная Японии |
| Год            | Матчи          | Голы           |
| -------------- | -------------- | -------------- |
| 1978           | 5              | 1              |
| 1979           | 0              | 0              |
| 1980           | 3              | 0              |
| 1981           | 8              | 1              |
| 1982           | 8              | 0              |
| 1983           | 7              | 1              |
| 1984           | 6              | 1              |
| 1985           | 8              | 0              |
| 1986           | 5              | 0              |
| 1987           | 11             | 2              |
| Итого          | 61             | 6              |

### Тренерская статистика
| Команда        | С     | До    | Статистика | Статистика | Статистика | Статистика | Статистика |
| Команда        | С     | До    | И          | В          | П          | Н          | Побед %    |
| -------------- | ----- | ----- | ---------- | ---------- | ---------- | ---------- | ---------- |
| Верди Кавасаки | 1997  | 1997  | 12         | 4          | 0          | 8          | 33.33      |
| Сёнан Бельмаре | 2000  | 2000  | 40         | 15         | 1          | 24         | 37.5       |
| Киото Санга    | 2007  | 2010  | 90         | 28         | 23         | 39         | 31.11      |
| Всего          | Всего | Всего | 142        | 47         | 24         | 71         | 33.1       |

## Достижения

### Командные
«Верди Кавасаки»
- Победитель Первого дивизиона Японской футбольной лиги: 1983, 1984, 1986/87, 1990/91, 1991/92, 1993, 1994
- Обладатель Кубок Императора: 1984, 1986, 1987

### Индивидуальные
- Включён в сборную Джей-лиги: 1981, 1982, 1983, 1984, 1985/86, 1986/87, 1987/88, 1990/91, 1991/92